# Tăiței
Tăițeii, și tăiețeii, sunt un aliment de bază în multe culturi. Acestea sunt realizate din aluat nedospit, care este întins, extrudat, sau laminat plat și tăiat într-o formă anume. Deși fâșiile subțiri și lungi sunt cele mai frecvente, multe soiuri de tăiței sunt tăiate în valuri, tuburi, scoici, sau sunt pliate sau tăiate în alte forme. 

## Istoric
În anul 2002 arheologii au descoperit în situl arheologic Lajia⁠(en)[traduceți] de-a lungul Fluviului Galben din China un bol de ceramică ce conținea cei mai vechi tăiței cunoscuți până la momentul actual. În urma datării cu radioizotopul Carbon-14 s-a constatat că ar avea în jur de 4000 de ani vechime. Tăițeii foarte bine conservați au fost deja asemănători cu cei tradiționali chinezești lamian⁠(en)[traduceți] (realizați prin întinderea manuală repetată a aluatului).
Tăiețeii, produși din aluat de grâu, au devenit un aliment de bază pentru populația din perioada Dinastiei Han (206 î.Hr. – 220 d.Hr.). Cea mai veche înregistrare despre tăieței a fost găsită într-o carte ce datează perioadei târzii a dinastiei (pe la anul 200). În timpul Dinastiei Tang (617-907) au fost pentru prima dată tăiați în forma de benzi, iar în timpul Dinastiei Yuan (1279-1368) a început realizarea tăițeilor uscați.
În Europa, Quintus Horatius Flaccus (Horațiu) a scris, în primul secol înaintea erei noastre, despre anumite fâșii prăjite de aluat denumite lagana, deși metoda de gătire a acestor fâșii nu prea corespunde cu definiția curentă a pastelor proaspete sau uscate. În secolul al II-ea faimosul medic grec Galenus a menționat un amestec omogen de faină și apă denumindu-l ιτριον (itrion), cuvântul latinizat itrium fiind folosit pentru un tip de aluat fiert.
Prima informație concretă despre apariția pastelor provine din Italia, datând din jurul secolelor XIII-XIV. De atunci, pastele au luat o varietate de forme, adesea bazându-se pe specializările regionale.

## Ingrediente
Ingredientele pentru tăieței de casă cu ou sunt doar 4 la număr și sunt dintre cele mai banale, anume făină (tip 650, sau faină tip 450 cu griș de grâu dur, sau numai din griș de grâu dur), ouă întregi (1 ou mediu pe 100 g făină), apă, o lingură de ulei și sare. Dacă se renunță la ouă, atunci este nevoie de mai multă apă.

## Mod de preparare
Pentru tăiețeii de casă se prepară o cocă tare, fermă, dar mlădioasă, frământată cu mâna sau cu un robot. Aluatul are nevoie de 20 de minute de odihnă pentru a se relaxa. Apoi, se întinde cu sucitorul în bucăți lungi și înguste cu grosimea de aproximativ 1mm, se rulează sub adăugare de ceva faină și se taie cu cuțitul sau se dă prin mașina de paste. Pentru a nu îngroașa supa, tăiețeii nu se fierb direct în ea. Tăiețeii uscați cumpărați la magazin, se fierb în apă clocotită abundentă, mereu cu o cantitate destul de mare de sare conform instrucțiunilor pe ambalaj.

## Întrebuințare suplimentară
Odată fierți, tăiețeii sunt ocazional dor prăjiți în tigaie cu unt, margarină sau ulei dar preponderent serviți ca: 
- mâncare independentă în combinare de exemplu cu carne tocată și/sau legume,
- ca sufleu de macaroane (de exemplu pastitsio⁠(en)[traduceți] grecesc) sau ca lasagna,
- ca supliment alimentar la o friptură sau o tocană,
- cu sosuri,
- în supă sau
- ca salată.

## Conservare
Tăiețeii proaspeți pot fi congelați sau uscați pentru a fi păstrați pe termen lung.

## Galerie de imagini

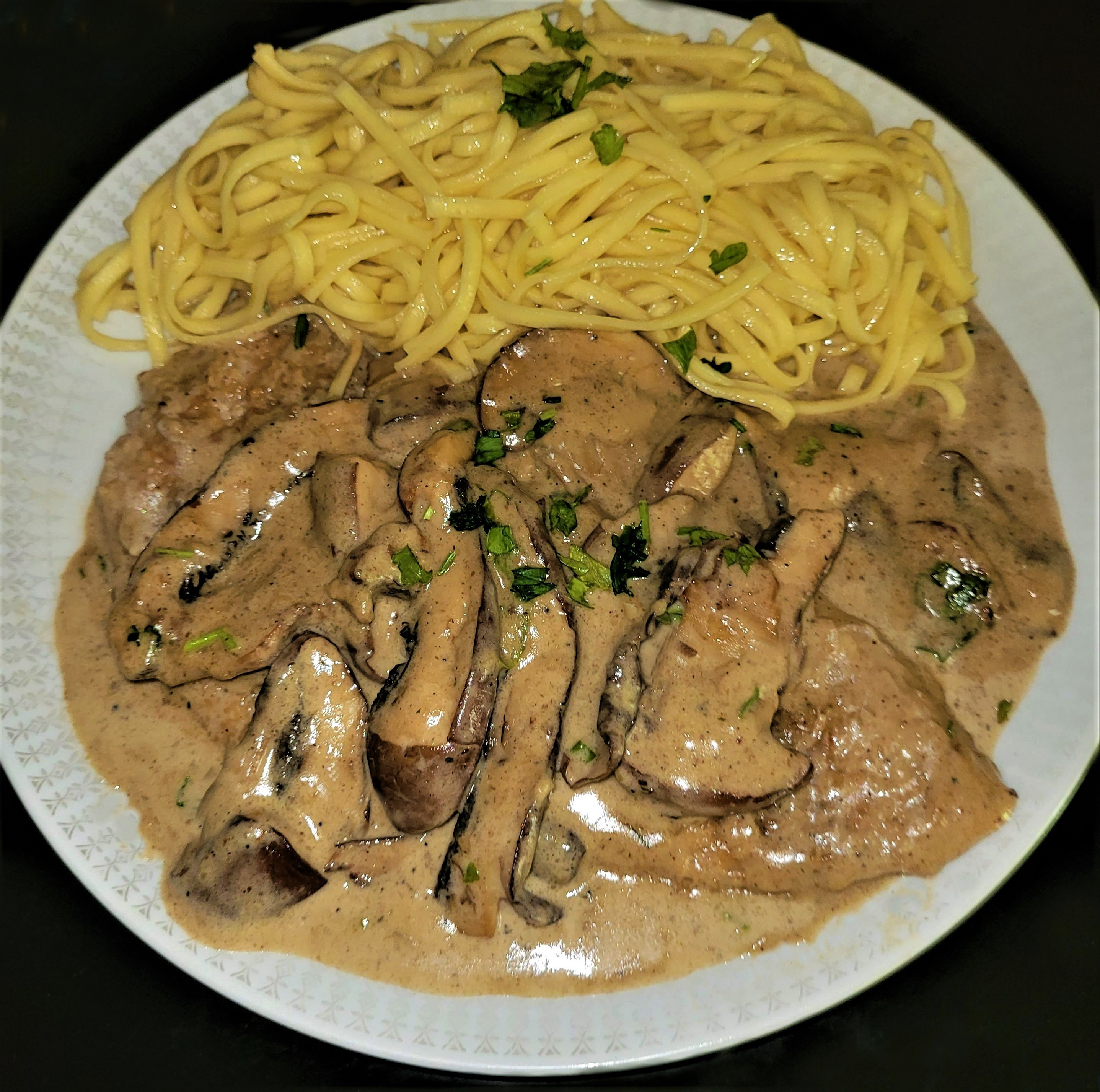
File de porc cu sos de hribi și tagliolini
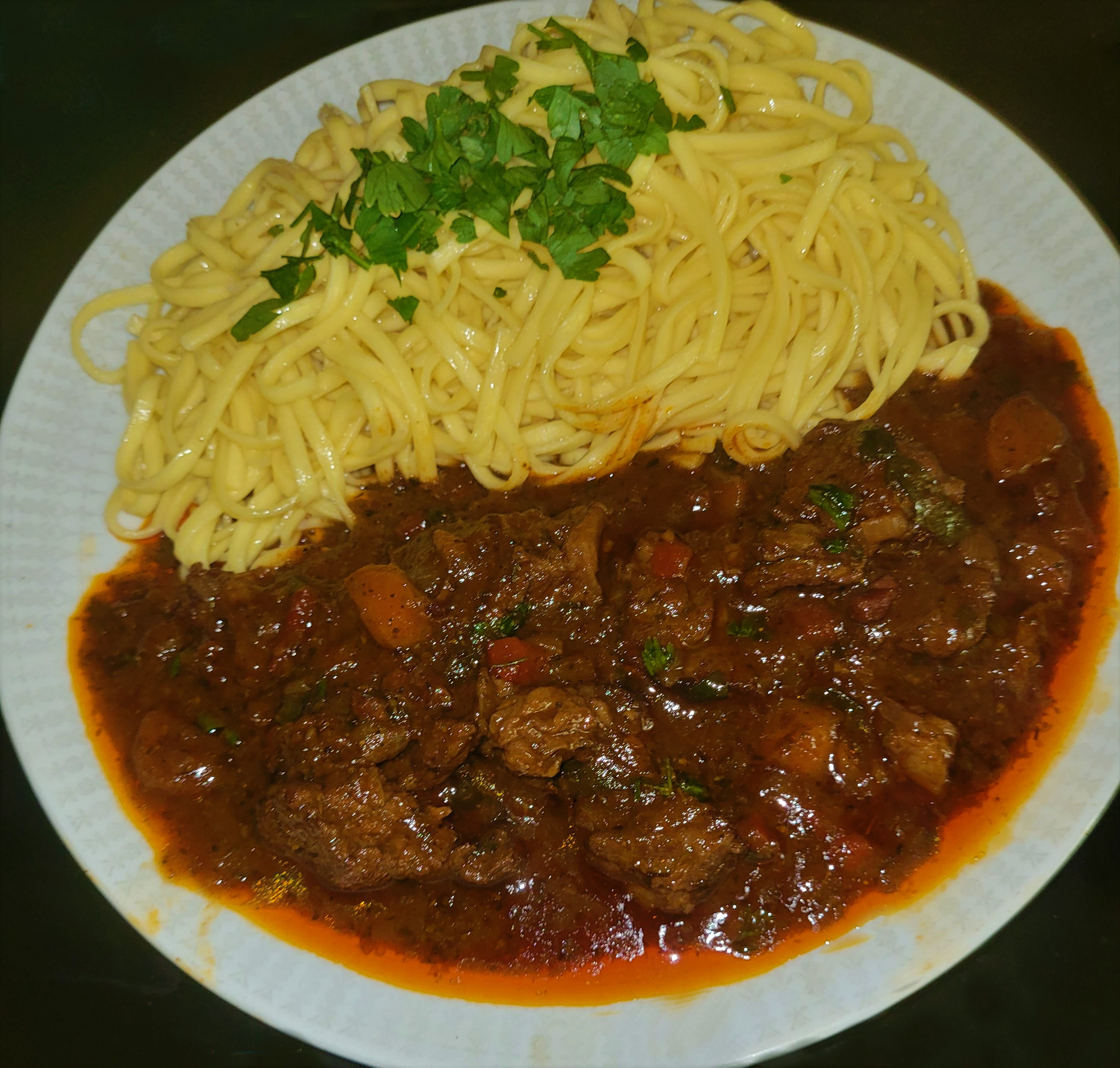
Gulaș cu tăiței
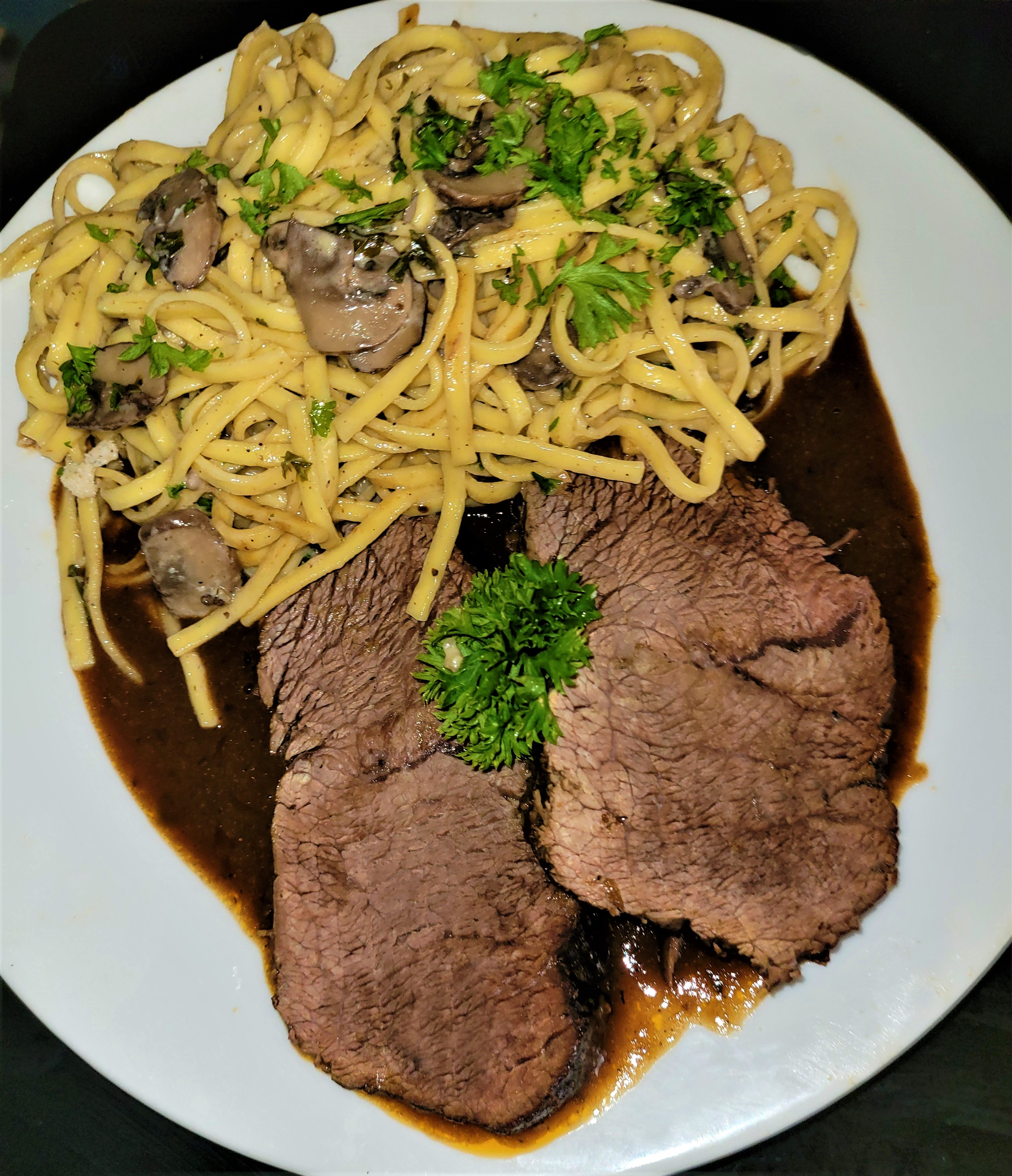
Friptură de vită cu tăieței și ciuperci
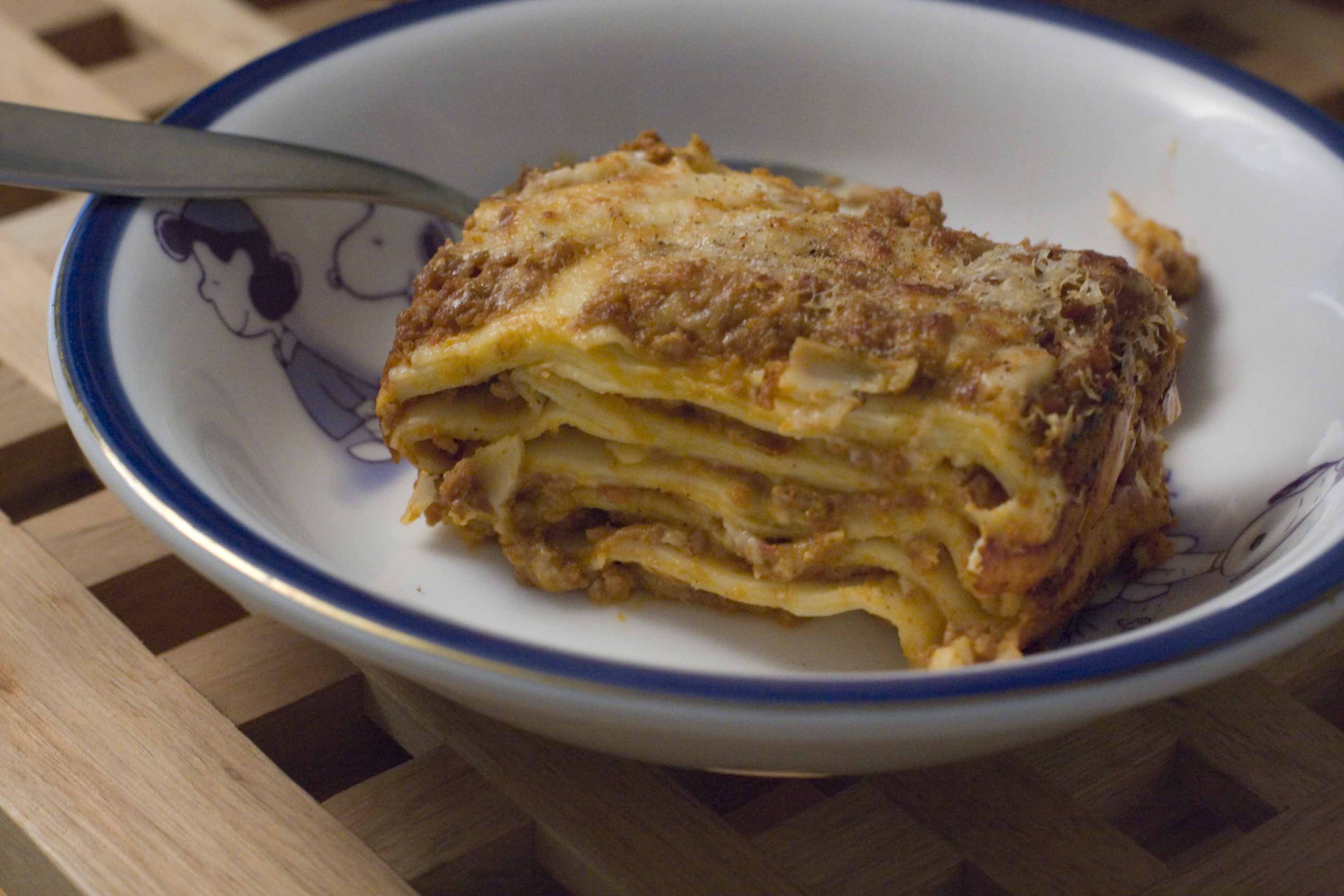
Lasagna
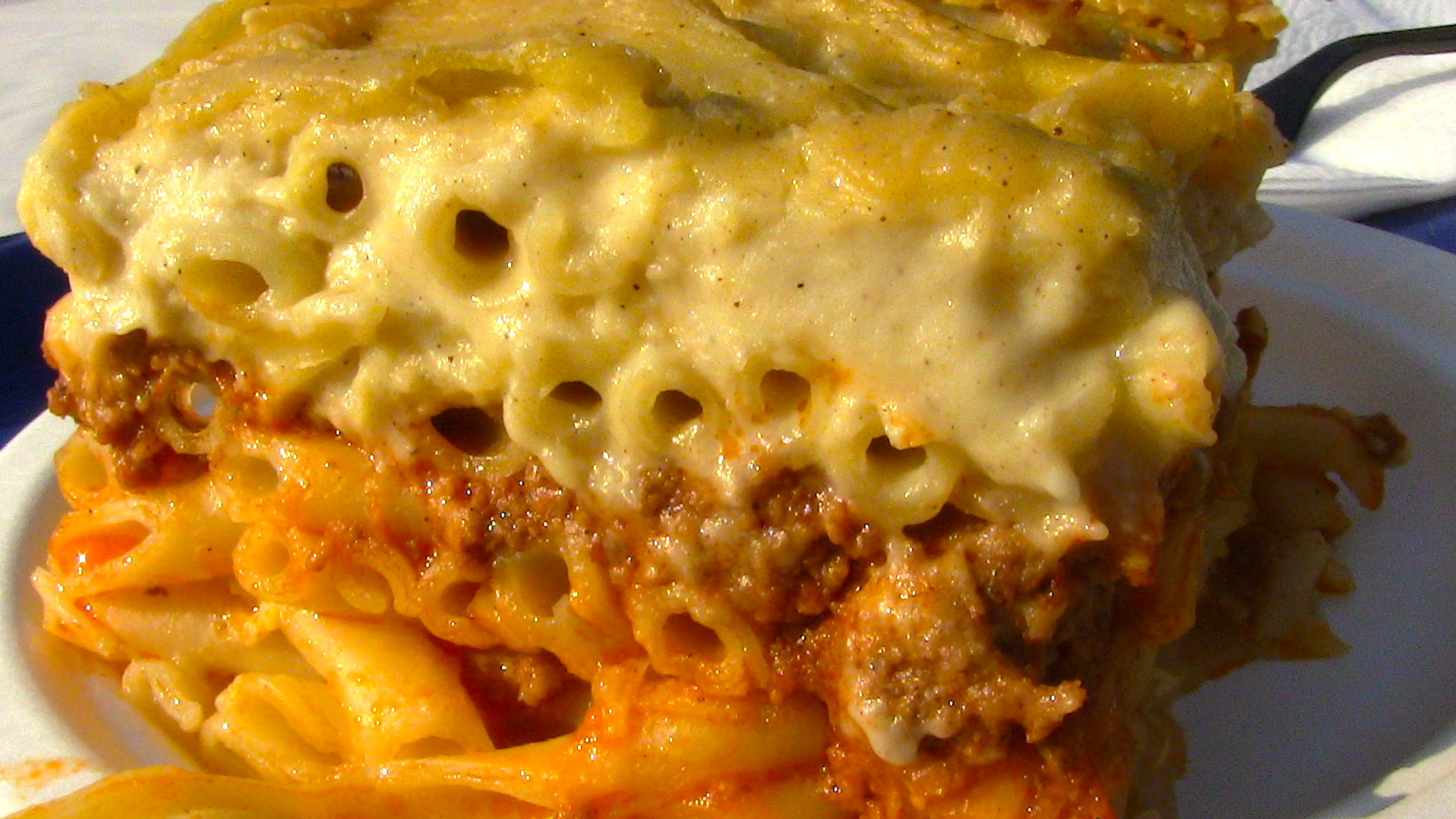
Pastitsio
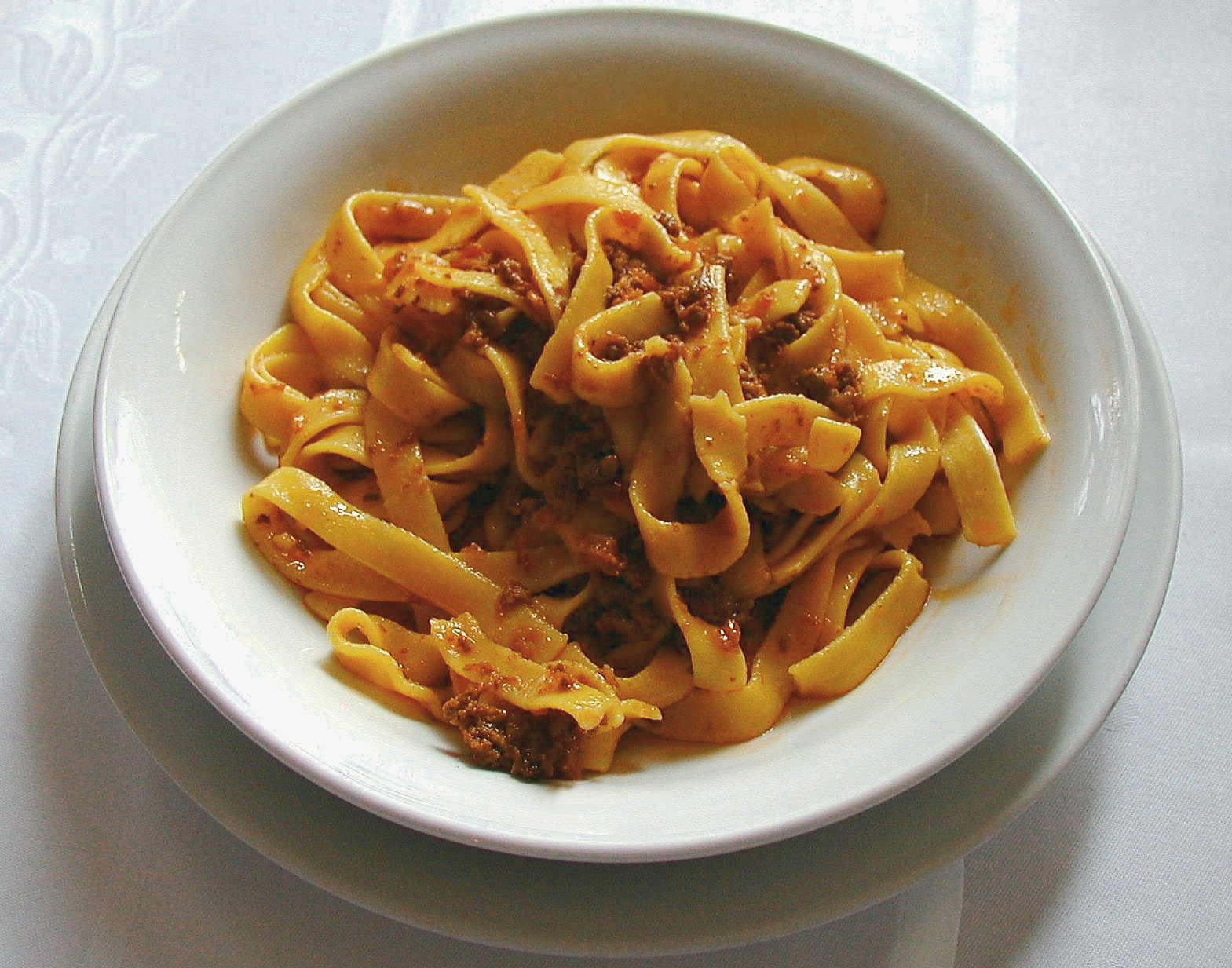
Ragù alla bolognese cu Tagliatelle

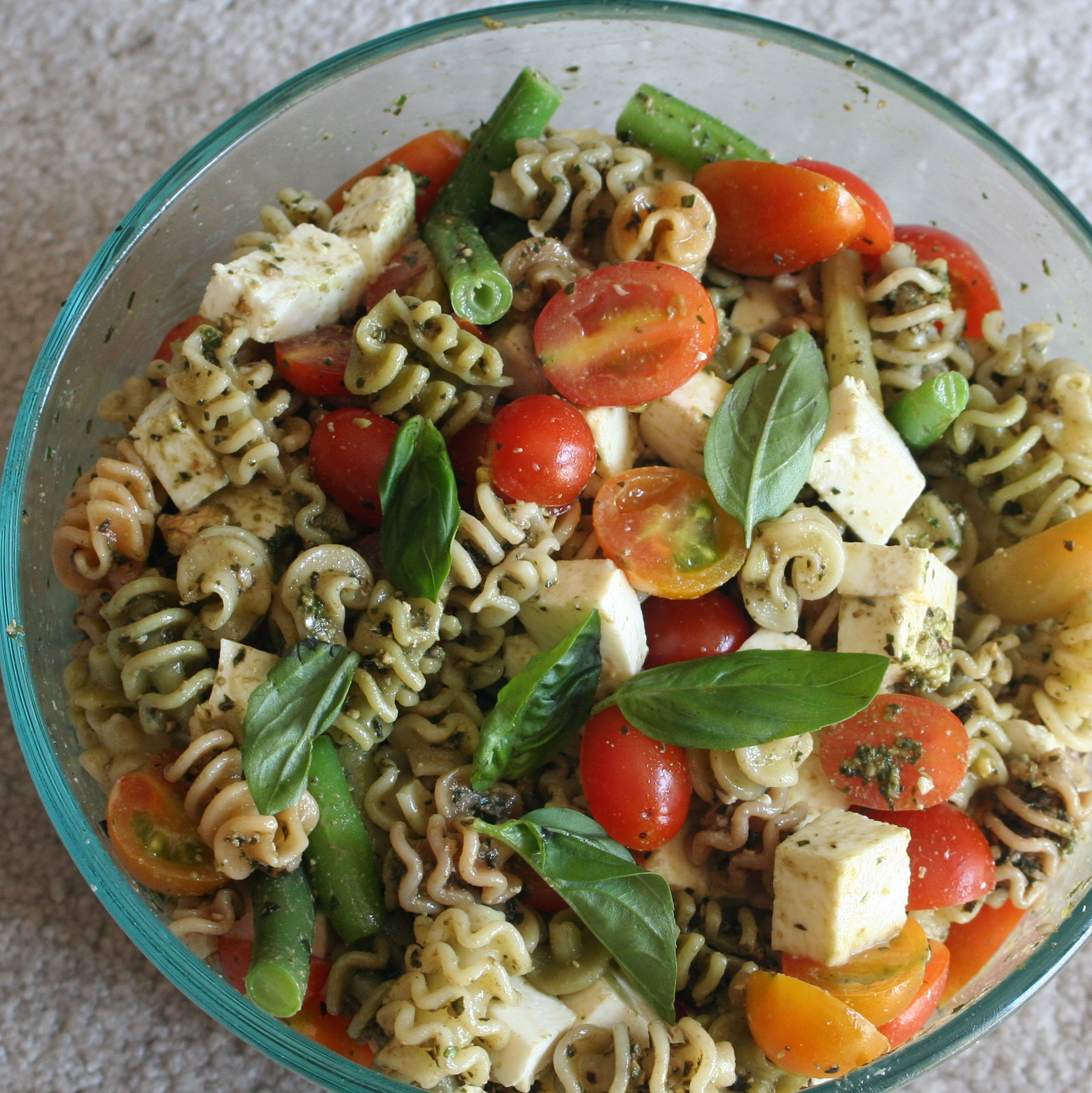
Salată de tăiețeii
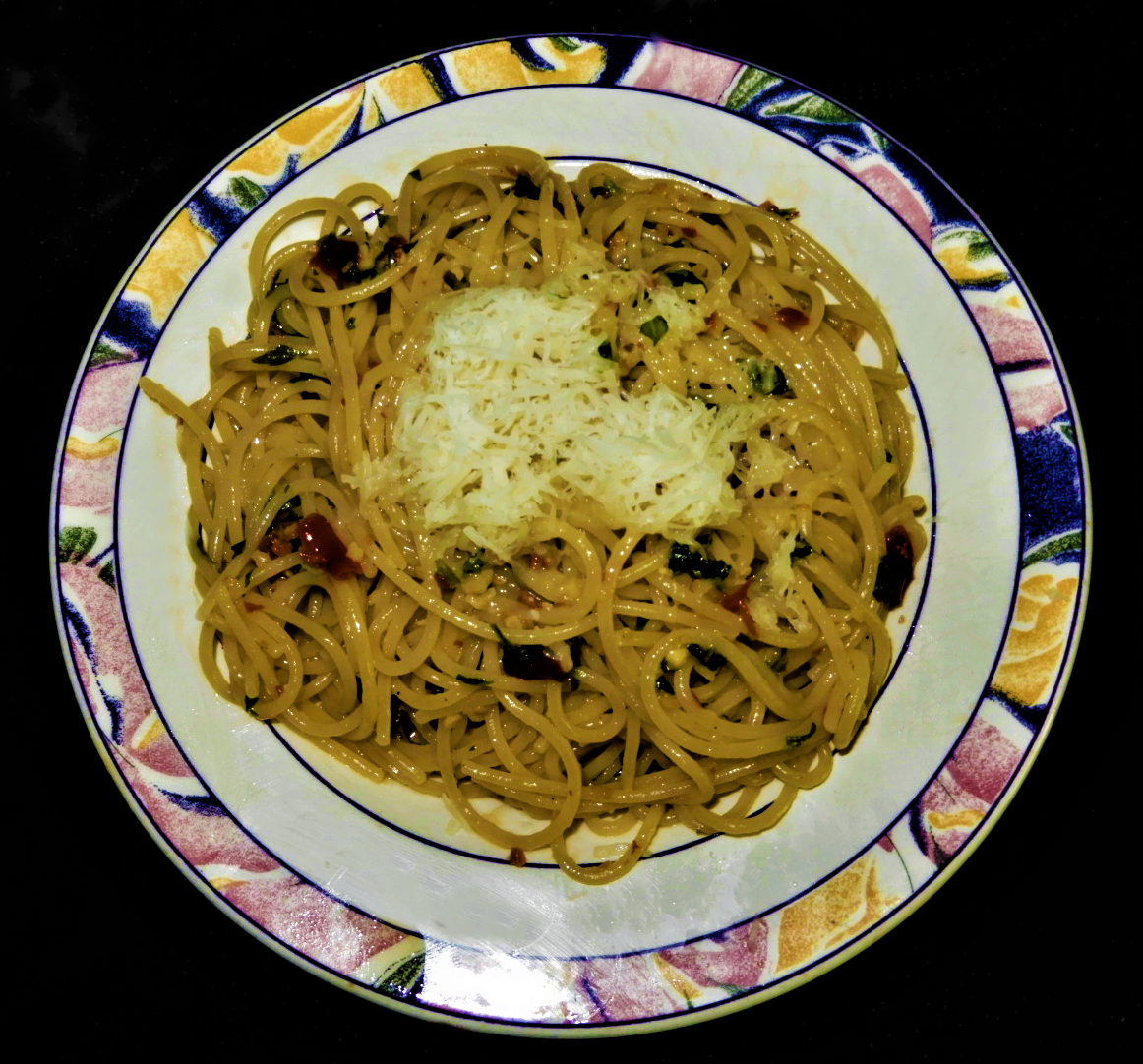
Spaghetti aglio e olio
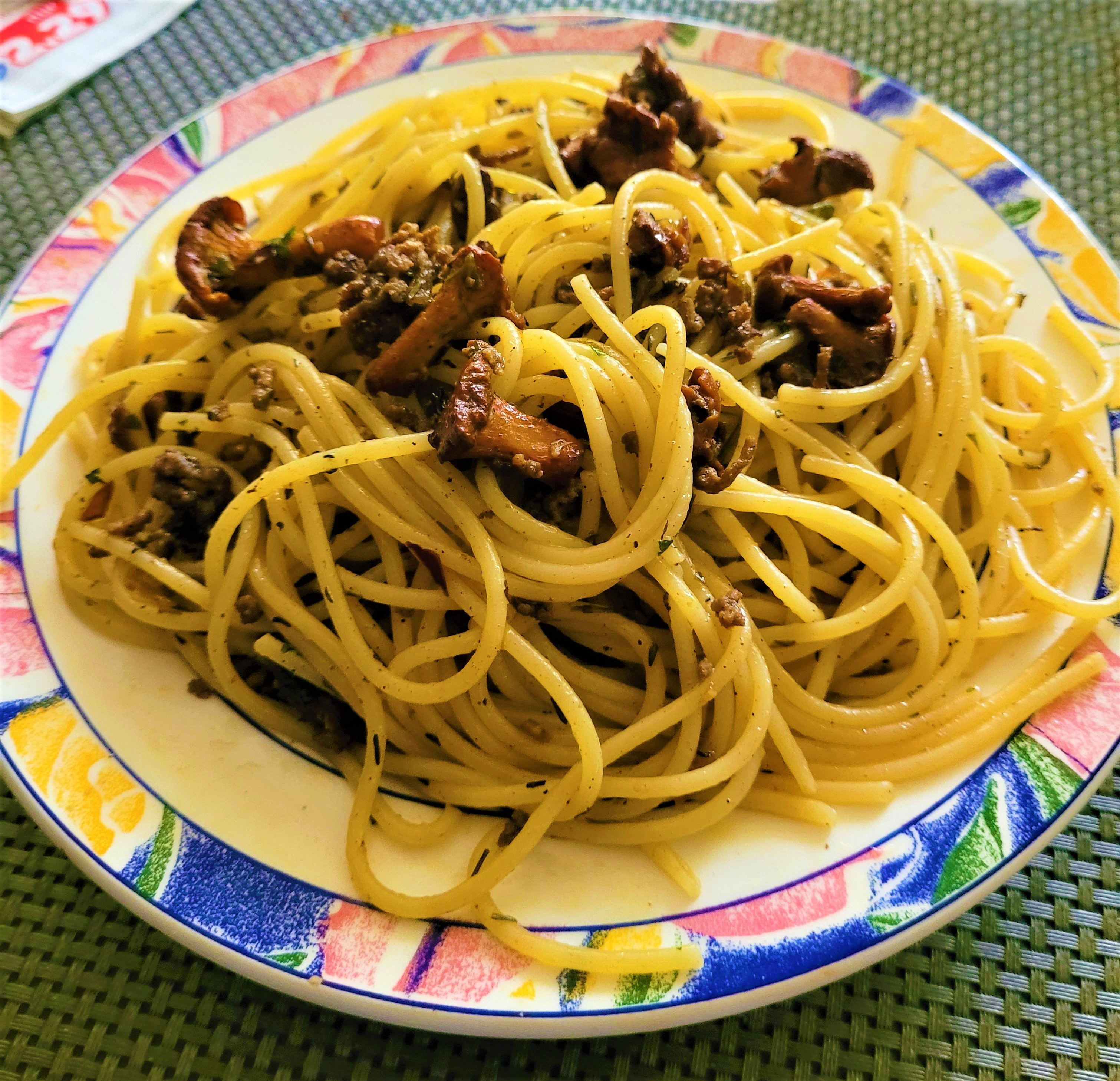
Spaghete cu gălbiori
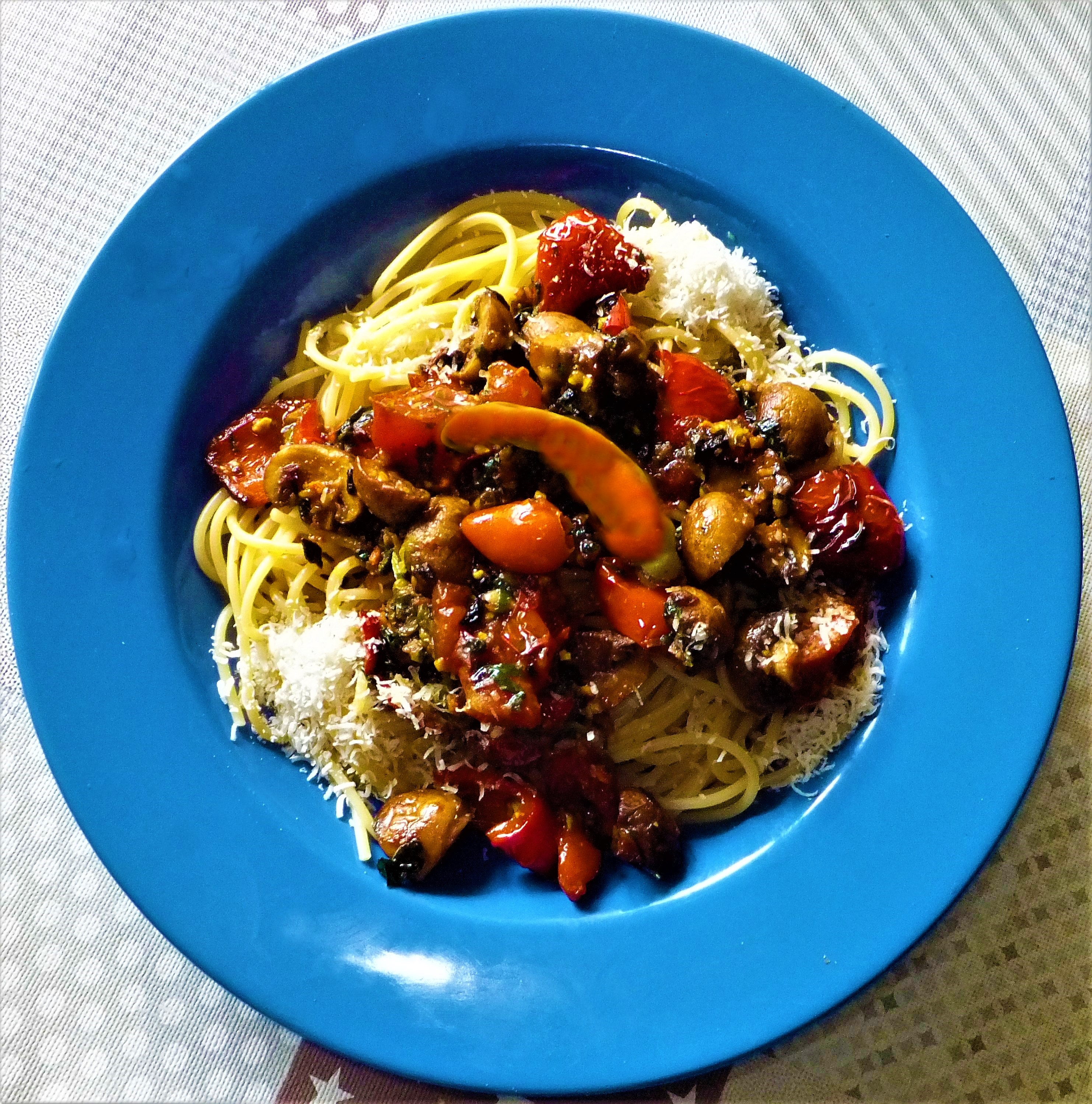
Spaghete iute
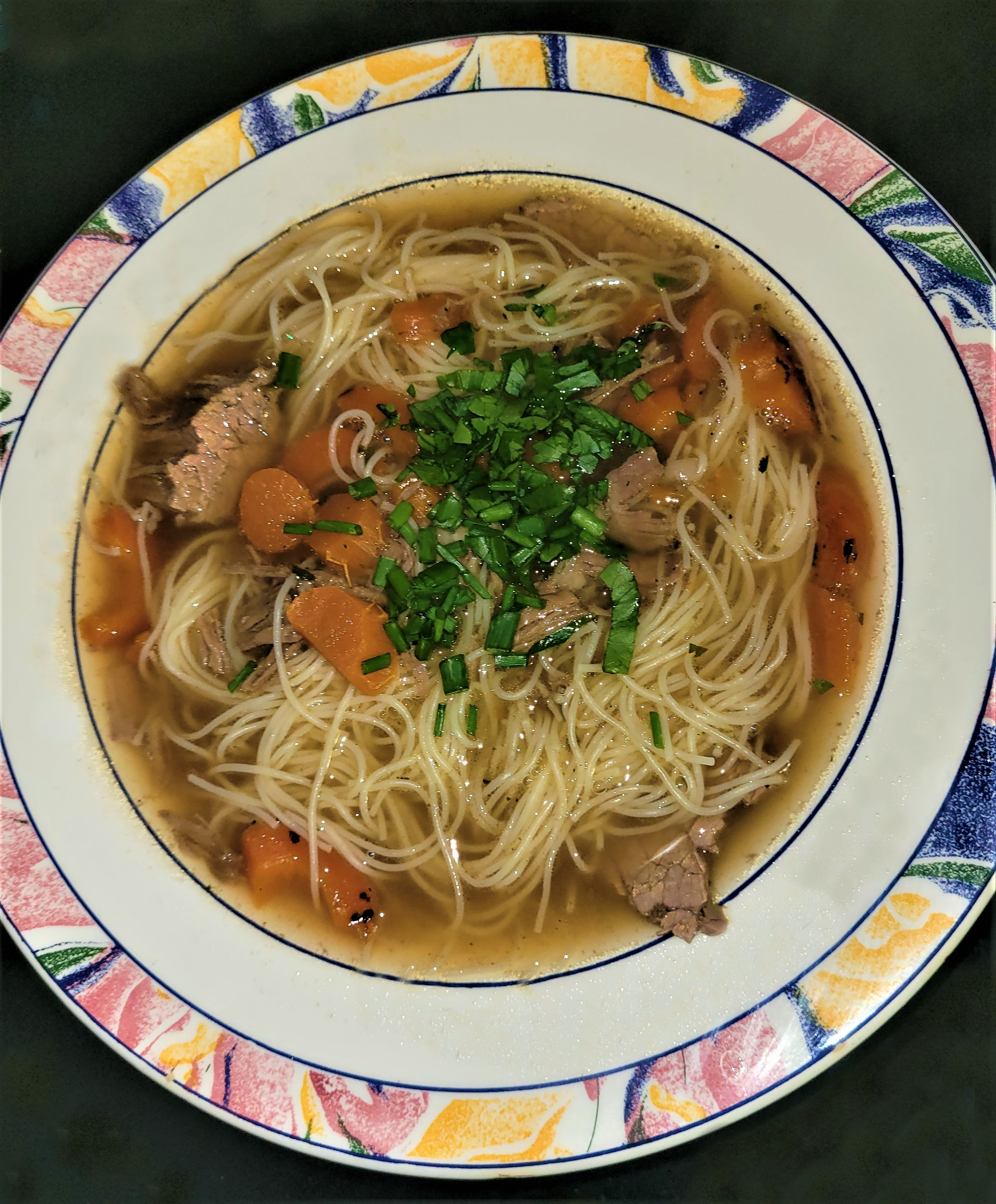
Supă de vită cu tăieței
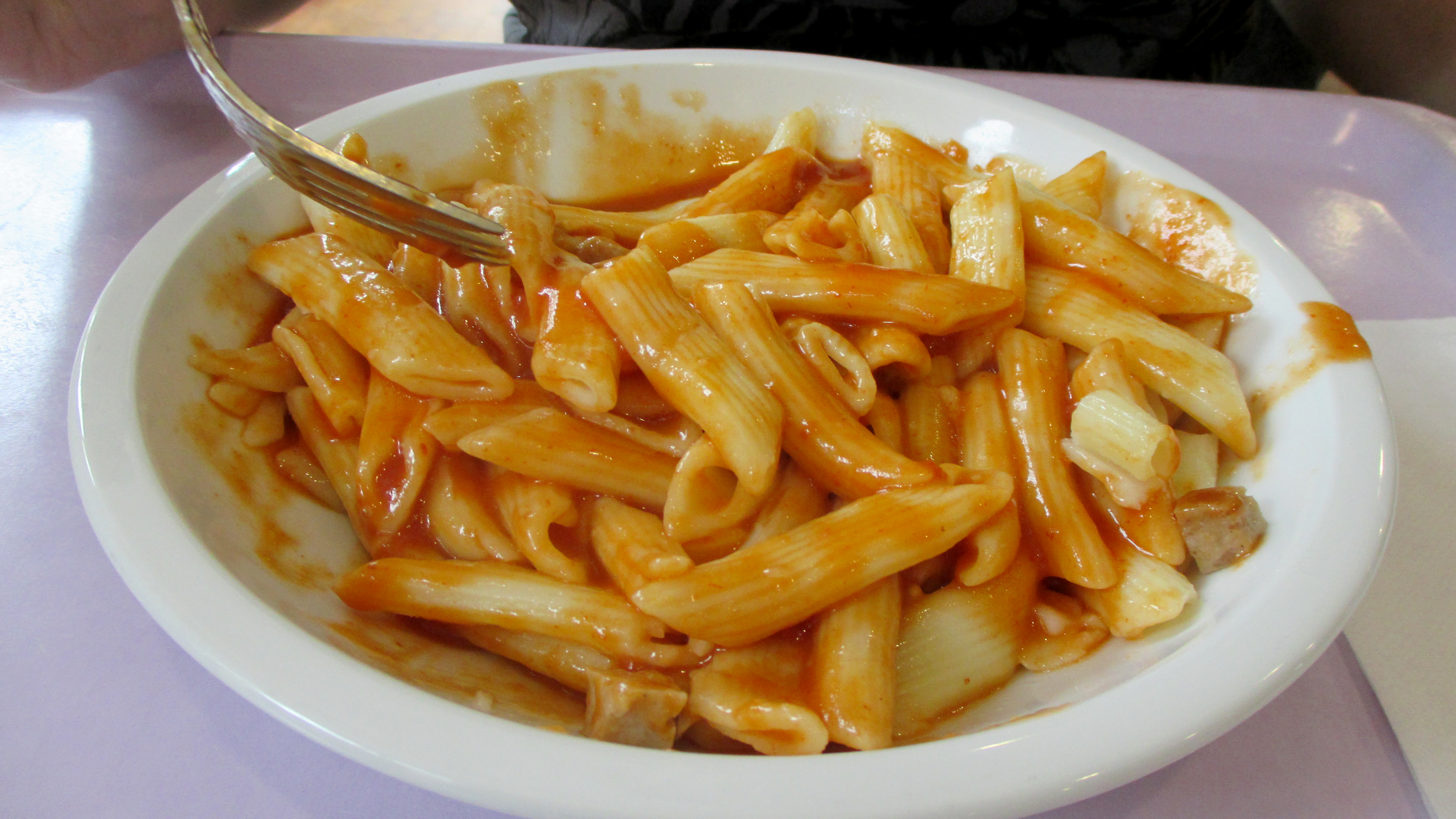
Tăieței cu sos